# Marco Mattiacci
Marco Mattiacci (Roma, 8 de dezembro de 1970) é um empresário italiano e atual chefe global e diretor comercial da Aston Martin Lagonda.
Anteriormente, foi presidente e diretor executivo da Ferrari North America; presidente e diretor executivo da Ferrari Asia Pacific; diretor esportivo e chefe da equipe Ferrari na Fórmula 1; chefe de marca global e diretor comercial da Faraday Future e como consultor de negócio de tecnologia verde da Envision.